# Collégiale de l'Assomption de Castelnau-Magnoac
La collégiale de l'Assomption de Castelnau-Magnoac est une ancienne collégiale située à Castelnau-Magnoac dans les Hautes-Pyrénées. Elle est inscrite au titre des monuments historiques en 1977.  

## Historique
La collégiale de Castelnau-Magnoac avait à la fin du XVe siècle un chapitre de douze chanoines. L'édifice gothique date de cette époque et présent une nef aux voûtes refaites, un chevet plat et quatre chapelles carrées qui flanquent la nef. Le monumental clocher barlong est une véritable forteresse à trous d'arquebuse et baies en meurtrières.
Le Père Yves Laguilhony a été curé de cette collégiale de 1995 à 2012, remplacé par le Père Gérard Debord de 2012 à 2017. Depuis le 1er septembre 2018, le Père James Crofton est administrateur paroissial.
En 2020, les peintures du chœur sont en cours de restauration par Bernard Berdou, artiste peintre demeurant à Sarniguet.

## Musée
À l'intérieur du clocher-tour, un musée d'art religieux présente une collection d'objets et tableaux dont certains sont classés au titre d'objet des monuments historiques, notamment une statue en bois doré du XVe siècle représentant la Vierge à l'Enfant allaitant et une statue en bois doré du XVIe siècle représentant saint Sébastien.

Sélection de vues de la Collégiale en 2021.
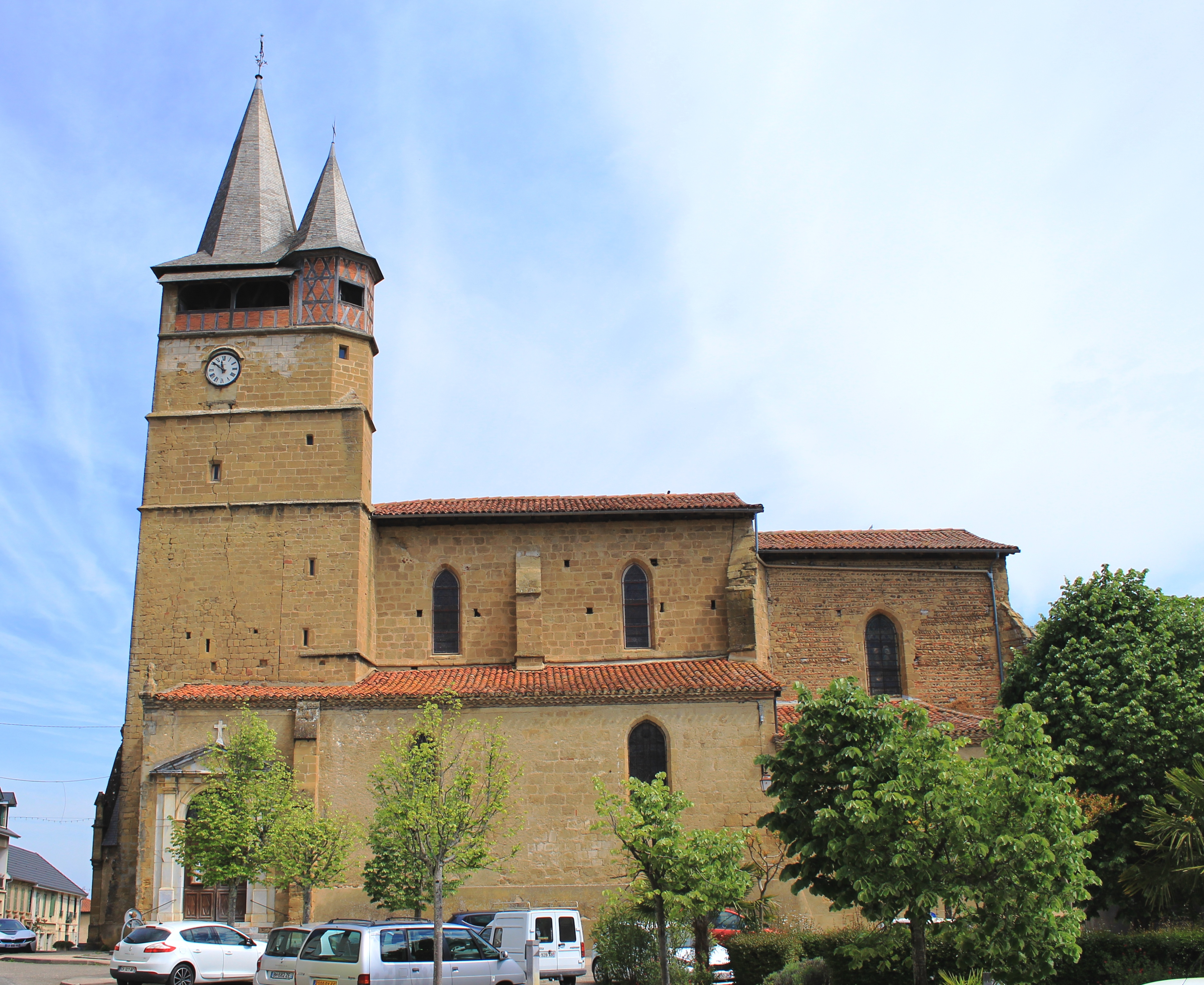
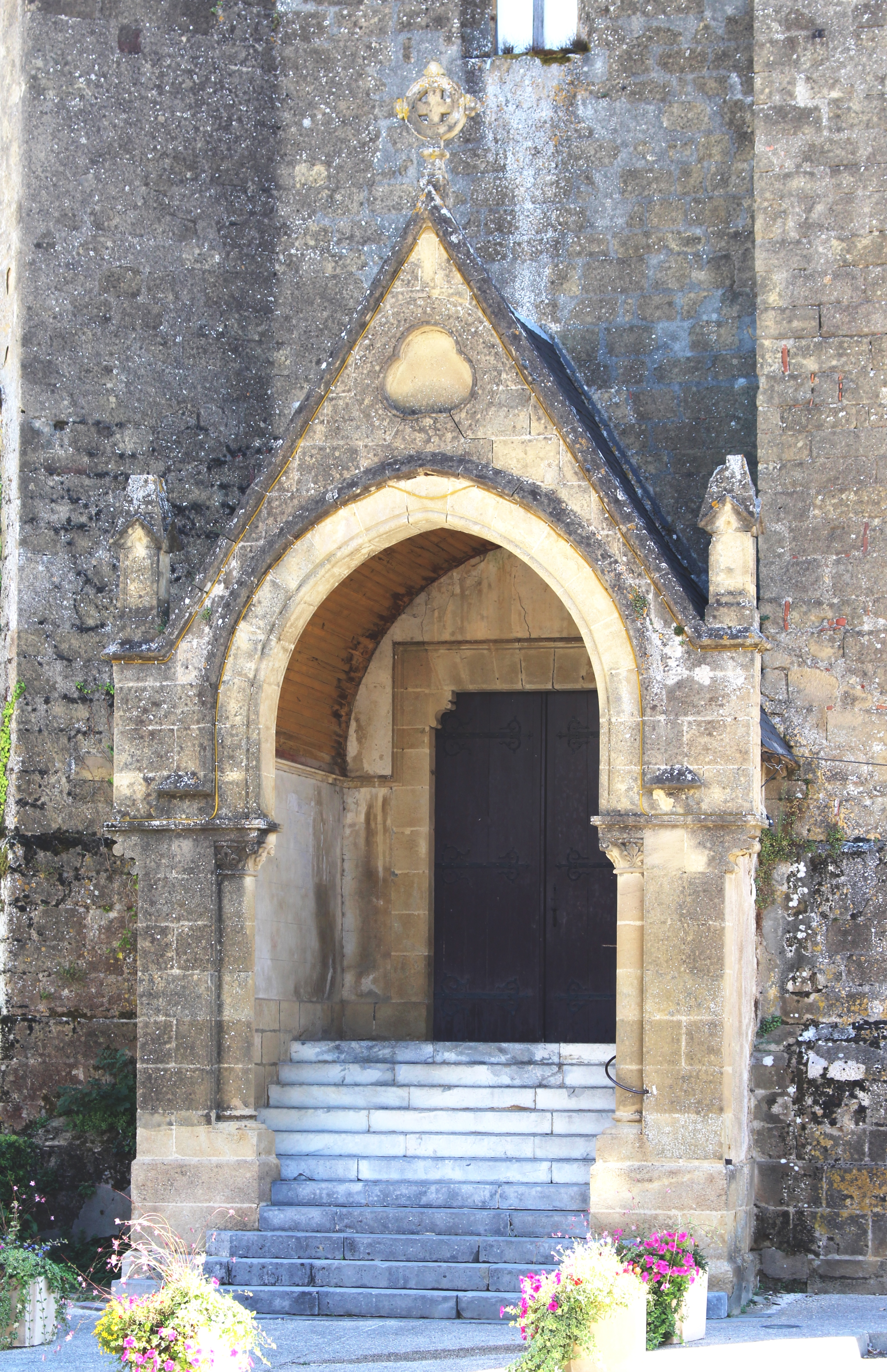
L'entrée
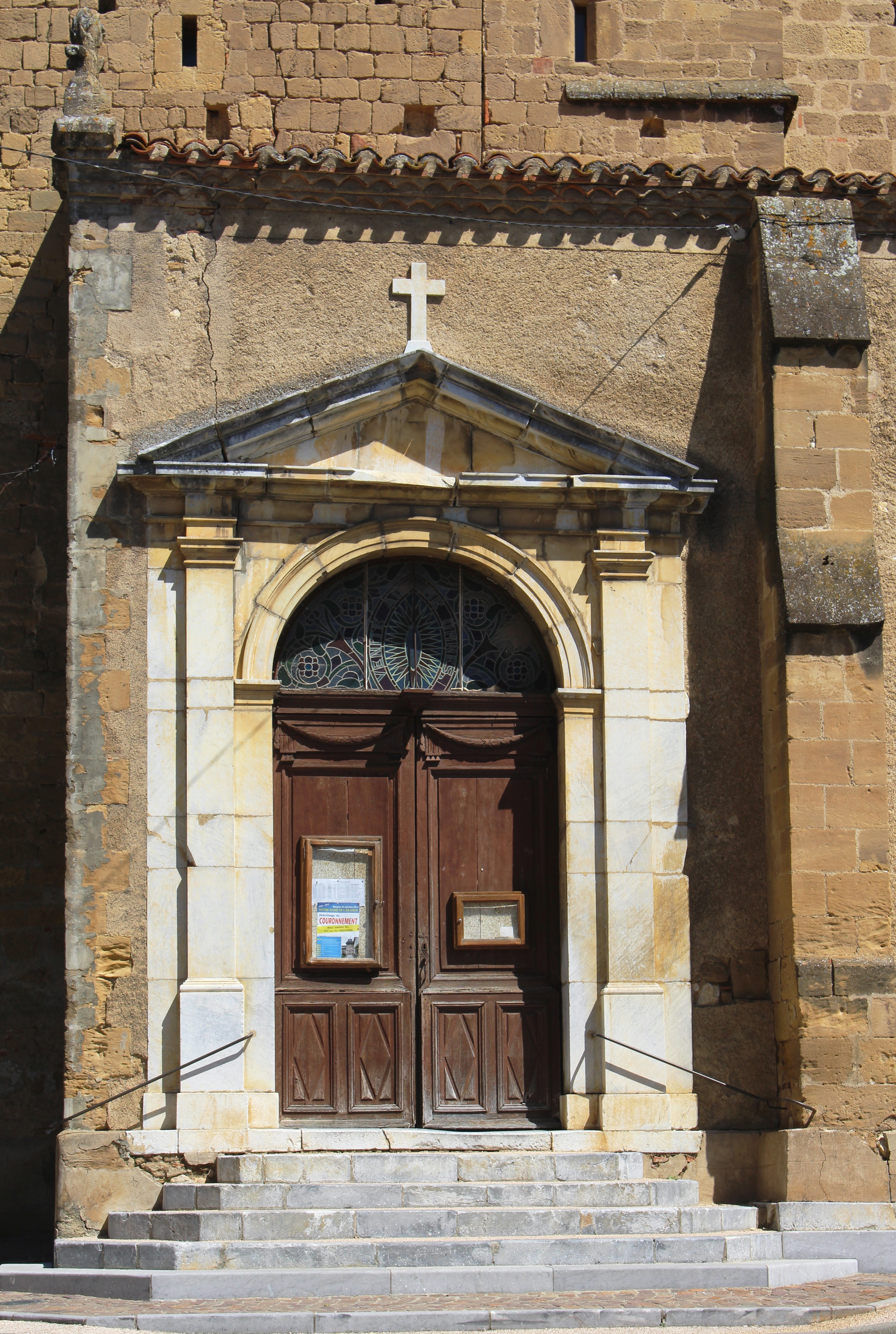
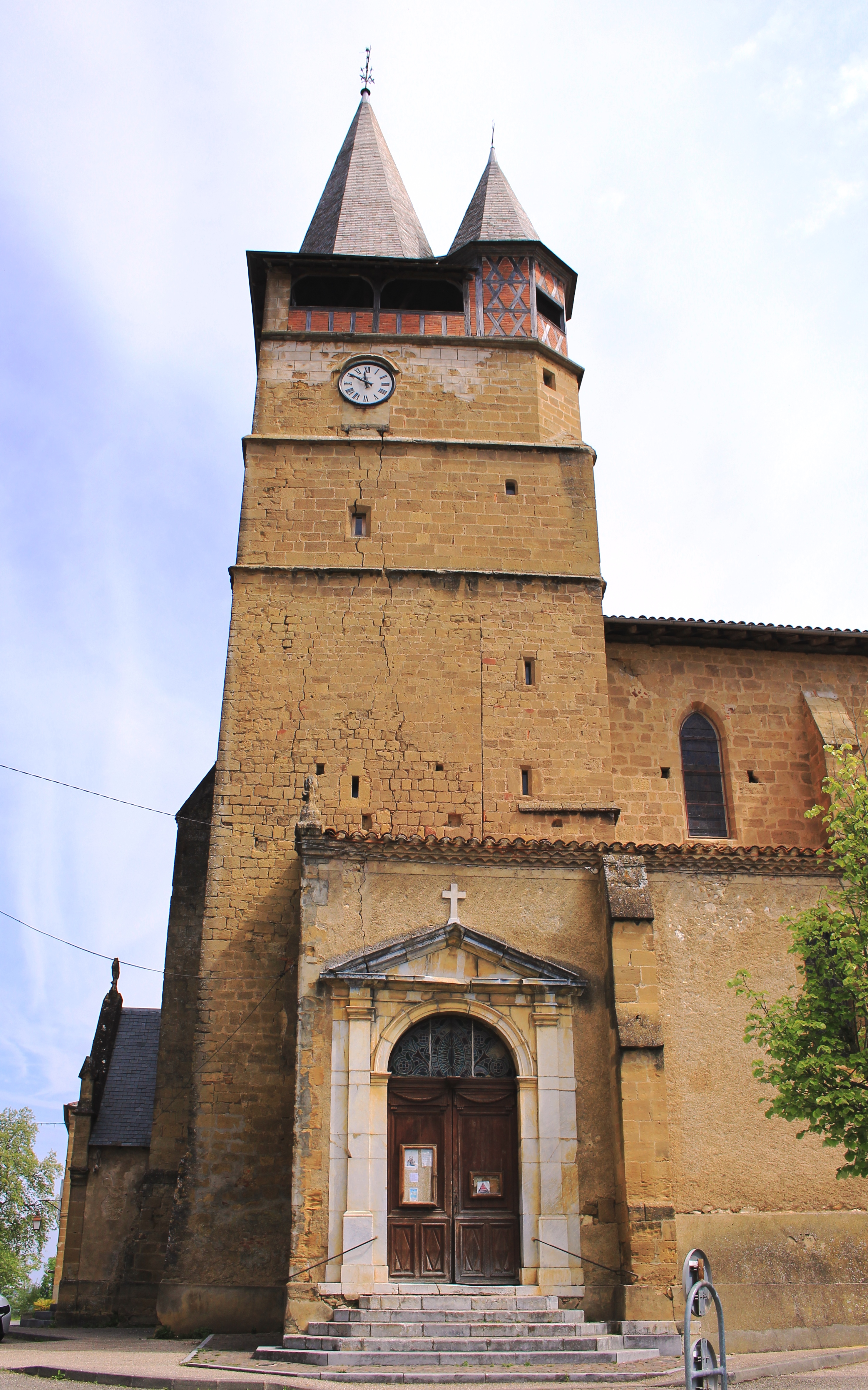
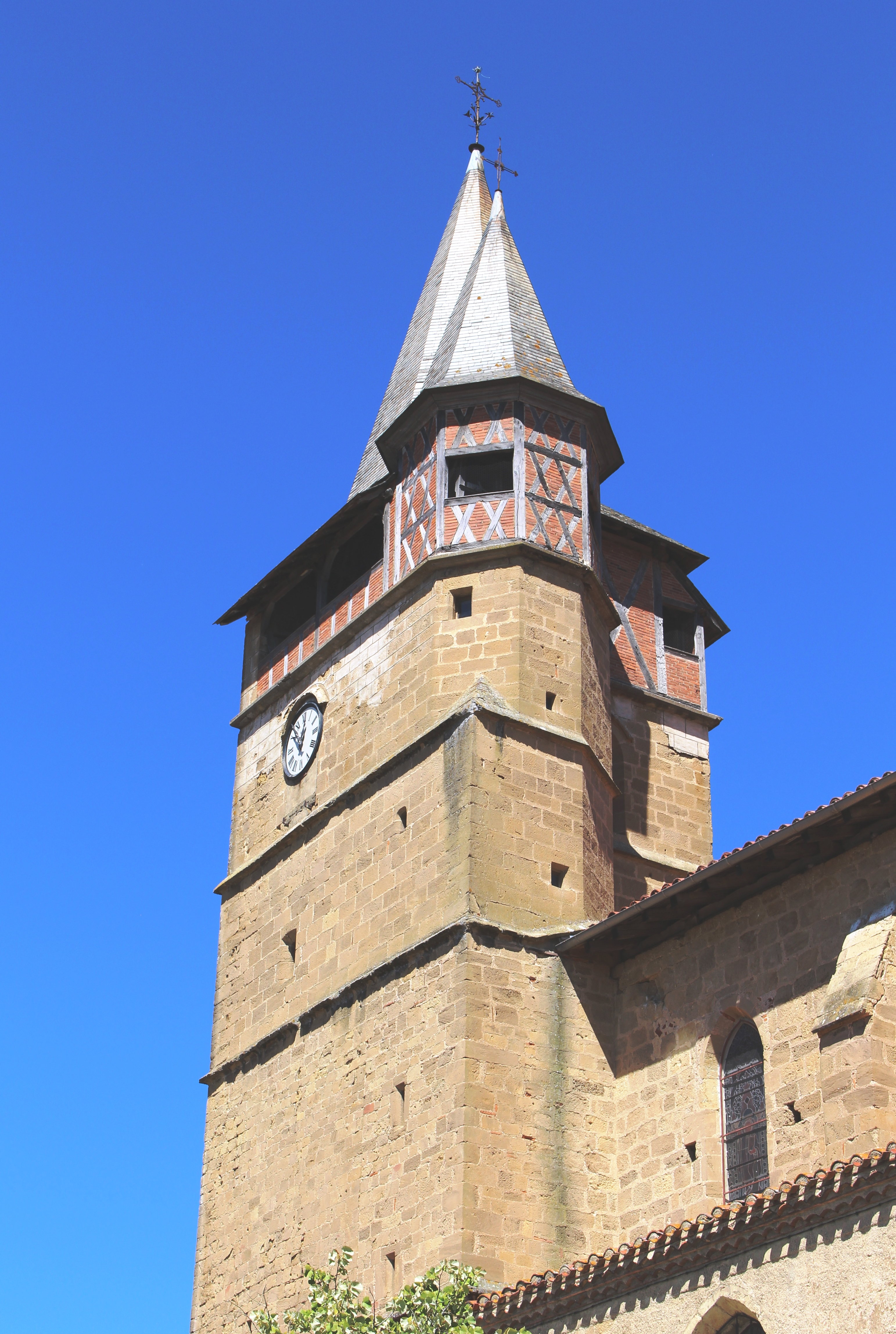
Le clocher